# Броссолетт, Пьер
Пьер Броссоле́тт (фр. Pierre Brossolette; 25 июня 1903, Париж — 22 марта 1944, Париж) — французский журналист и политик, один из лидеров движения Сопротивления. В мае 2015 года его прах был перезахоронен в парижском Пантеоне.

## Жизнь до войны
С отличием окончив в 1924 году Высшую нормальную школу, Пьер Броссолетт вслед за этим успешно прошёл конкурс на должность преподавателя истории. Однако его влекло к журналистике.
В 1929 году вступил в социалистическую партию — французскую секцию Рабочего интернационала (СФИО), занимался пацифистской деятельностью. Очень рано понял опасность, исходившую от нацизма, и уже в 1934 году публично заявил о нацистской угрозе. В 1936—1939 годах работал журналистом на радио и в газете Попюлер — печатном органе СФИО. В 1938 году яростно выступал против Мюнхенского сговора, считал его капитуляцией Франции перед Гитлером, из-за чего потерял работу на радио. Но в то же время Пьер Броссолетт был франкмасоном, мечтавшим о германо-французском примирении, о «Соединённых штатах Европы». В отличие от большинства левых того времени, он не был очарован Сталиным, критиковал массовые преступления, совершавшиеся его режимом.
В августе 1939 году был мобилизован в действующую армию. Получил звание лейтенанта, с 1940 года — капитана. Участвовал во Второй мировой войне — в битве на Марне, затем отступал вместе со своим подразделением до Лиможа. За участие в боевых действиях был награждён Военным крестом. После капитуляции Франции был демобилизован в августе 1940.

## Движение Сопротивления
Когда в оккупированной Франции возникло движение Сопротивления, Броссолетт сразу стал его активным участником: сперва в составе так называемой «сети Музея человека», затем в группе «Братства Нотр-Дам» под командованием «Полковника Реми». Вместе с женой купил книжный магазин в доме 89 на улице Помп в Париже (фр. 89 rue de la Pompe), который использовался как прикрытие для бойцов сопротивления. Одновременно в качестве главного редактора участвовал в выпуске подпольной газеты Резистанс (Résistance, с фр. — «Сопротивление»).
В апреле 1942 года «полковник Реми» направил Броссолетта в Лондон с целью объединения усилий и координации действий двух движений Сопротивления — внутреннего и Свободной Франции генерала Де Голля. В Лондоне стал правой рукой «полковника Пасси» (Андре Делаврена) — руководителя разведывательной службы Свободной Франции. С 22 сентября 1942 года стал также «рупором свободы», неоднократно выступая на радио BBC с обращениями к жителям оккупированной Франции.

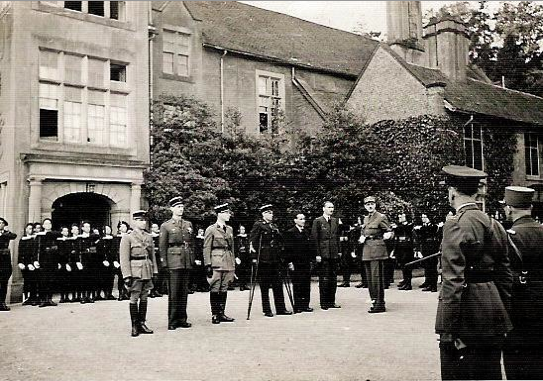
Шарль Де Голль вручает Пьеру Броссолетту Орден Освобождения. Сентябрь 1942

Броссолетт продвигал идею максимально широкого национального объединения для борьбы за освобождение родины. В 1942 году он помог установить контакт с Де Голлем националисту, старому члену Французской социальной партии Шарлю Валлену, который с 1940 года участвовал в деятельности правительства Виши, но затем понял, что Петен ведёт страну к катастрофе. Пьер Броссолетт полагал, что довоенная партийная система себя на тот момент изжила. Он считал, что сначала было необходимо сформировать мощное голлистское движение, а уже затем внутри него произойдёт размежевание на консерваторов и социалистов. Однако в этом вопросе он не находил поддержки ни со стороны лидеров довоенных партий, ни со стороны Жана Мулена, которому Де Голль поручил создание Национального совета сопротивления. С 26 января по 16 апреля 1943 года Броссолетт и Пасси находились во Франции для того, чтобы организовать в оккупированной нацистами части страны координацию сопротивления. В это же время на юге, в свободной зоне, Мулен организовывал деятельность Национального совета сопротивления.

## Арест и смерть
21 июня 1943 года в пригороде Лиона Калюир-э-Кюире гестапо арестовало Жана Мулена. Броссолетт предложил свою кандидатуру в качестве руководителя Национального совета сопротивления, но Де Голль предпочёл назначить на эту должность Эмиля Боллера. Броссолетт должен был помочь тому добраться до места назначения, что он с успехом и сделал.
3 февраля 1944 года Боллеру и Броссолетту предстояло снова переправиться через Ла-Манш для встречи в Лондоне с Де Голлем. Но это им не удалось: в то время, когда они собирались отплывать, их арестовали агенты гестапо. Броссолетта доставили в Париж, пытали. После многодневных допросов, не будучи уже уверенным, что сможет их выдержать и не выдать своих товарищей, 22 февраля 1944 года Пьер Броссолетт выбросился из окна пятого этажа здания гестапо.

## Посмертная судьба

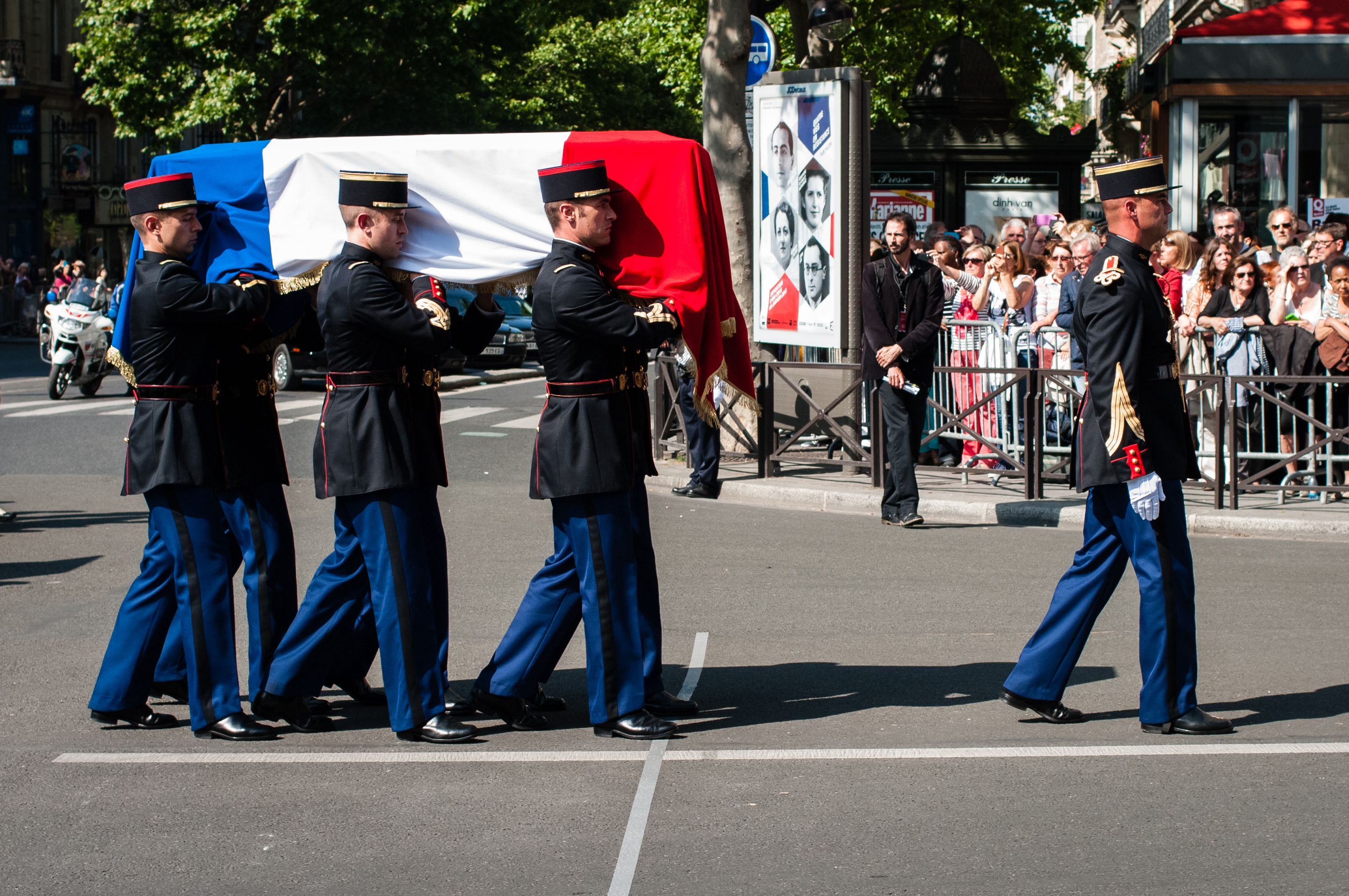
Церемония перезахоронения праха Пьера Броссолетта в парижский Пантеон. 27 мая 2015

Пьер Броссолетт был похоронен на кладбище Пер-Лашез в Париже.
В 2011 году правительство Франсуа Олланда решило перезахоронить прах четырёх героев сопротивления в парижском Пантеоне. Среди этих четырёх назвали и Пьера Броссолетта. Не все с этим были согласны: некоторые считали, что единственным настоящим представителем Свободной Франции и генерала Де Голля в оккупированной стране был Жан Мулен (прах которого уже был перезахоронен в Пантеоне в 1964 году). Броссолетт, который при жизни с ним не слишком ладил, назывался даже советским агентом.
Тем не менее, 27 мая 2015 года — к 70-летию окончания Второй мировой войны, прах Пьера Броссолетта в торжественной обстановке перезахоронили в Пантеоне.